# Walter Holmstedt
Erik Walter Andersson Holmstedt, född 11 januari 1894 i Östersund, död 14 december 1970 i Stockholm, var en svensk ingenjör, rektor, radiotjänsteman och militär.
Erik Holmstedt var son till bankdirektören Anders Gustaf Andersson. Efter studentexamen vid Östersunds högre allmänna läroverk 1913 blev han elev vid Kungliga Tekniska Högskolan. Holmstedt blev 1916 fänrik vid Jämtlands fältjägarregementes reserv och 1918 underlöjtnant vid samma regemente. Åren 1917–1919 studerade han även sång för Oscar Lejdström. Vid Kungliga Tekniska högskolan studerade han först vid bergsavdelningen men gick senare över till kemi avdelningen och avlade 1919 examen från fackavdelningen för kemisk teknologi. Holmstedt arbetade 1919–1920 som assistent vid Statens provningsanstalt, 1920 befordrades han till löjtnant i reserven. Han arbetade 1920–1923 som biträdande ingenjör vid Patent- och registreringsverket. Mellan 1924 och 1962 och återigen 1966–1969 var rektor för Stockholms tekniska institut, där han 1962–1966 var studierektor och 1962–1969 vice ordförande i skolans styrelse. Han befordrades 1940 till kapten i Jämtlands fältjägarregementes reserv.
Holmstedt anställdes 1925 som hallåman vid Sveriges Radio på kvällar och söndagar där Sven Jerring tidigare varit enda hallåman. Han började avsluta programmen med att själv sjunga Du gamla, du fria. Holmstedt blev kvar som hallåman vid radion fram till 1937. Vidare var han ordförande i Stockholms yrkeskorporationers idrottssammanslutning 1926–1936, ordförande i Stockholms brottningsförbund 1933–1944, ledamot av styrelsen för Nationalföreningen för trafiksäkerhetens främjande 1934–1970 och föreningens vice ordförande 1958–1964, ordförande i Cykelfrämjandet 1934–1961, ordförande i Svenska arméns och flygvapnets reservofficersförbund 1945–1955 och ordförande i Centralstyrelsen för de svenska reservofficersförbunden 1945–1960 och var ledamot av 1945 års trafiksäkerhetskommitté 1945–1948. Holmstedt gravsattes i Högalids kolumbarium i Stockholm.